# 803 Picka
Asteroid 803 Picka je asteroid iz vanjskog dijela asteroidnog pojasa. Asteroid je relativno velik i taman s najvjerojatnijim promjerom od 57 km. Asteroid je otkrio Johann Palisa s Bečkog opservatorija. Asteroid je dobio ime po češkom liječniku Friedrichu Picku.
803 Picka je asteroid D-tipa te je građen od silikata obogaćenih organskim spojevima, ugljikom, bezvodnih silikata s mogućnošću vodenog leda u unutrašnjosti. Zbog specifičnog sastava asteroide D-tipa krasi crvenkasta boja bez spektralnih posebnosti.
… | 802 Epyaxa | 803 Picka | 804 Hispania | …